# Giải thưởng Hội Điện ảnh Việt Nam 2001
Giải thưởng Hội Điện ảnh Việt Nam 2001 được tổ chức vào năm 2002 là lần thứ 9 Giải thưởng Hội Điện ảnh Việt Nam được trao thưởng độc lập sau khi tách khỏi Liên hoan phim Việt Nam. Đây cũng là lần trao giải cuối cùng trước khi giải thưởng chính thức lấy tên Giải Cánh diều vào đợt trao thưởng năm 2003.

## Tổng quan
Lễ trao giải được tổ chức vào tối ngày 29 tháng 3 năm 2002. Có tất cả 78 bộ phim tham gia tranh giải, trong đó có 7 phim truyện nhựa, còn có 24 phim video và 47 phim tài liệu. Trong tổng số 24 phim video, Đài Truyền hình Thành phố Hồ Chí Minh và Điện ảnh chiều thứ bảy đều tham gia 4 phim, Đài Phát thanh - Truyền hình Hà Nội có 2 phim. Ban giám khảo của thể loại phim nhựa gồm có các đạo diễn Khải Hưng, Huy Thành, Nguyễn Hữu Phần, Nguyễn Xuân Sơn, nhà biên kịch Nguyễn Thị Hồng Ngát, Phó giáo sư Nghệ sĩ ưu tú Nguyễn Mạnh Lân cùng với nhà lý luận phê bình điện ảnh Trần Luân Kim là trưởng ban.
Giải thưởng các tác phẩm và công trình nghiên cứu xuất sắc năm 2001 của Hội Điện ảnh Việt Nam đã trao cho 42 tác phẩm các thể loại trong lĩnh vực điện ảnh. Có tất cả 39 giải thưởng được trao cho các bộ phim và 3 giải thưởng cho các công trình nghiên cứu. Trong đó có 6 giải A cho các hạng mục phim truyện video, phim tài liệu và khoa học, phim hoạt hình. Riêng phim truyện nhựa không có giải A và chỉ có bộ phim Thung lũng hoang vắng nhận giải chính thức và 3 bộ phim được giải khuyến khích trong tổng số 7 tác phẩm tham gia tranh giải: Thiếu phụ chưa chồng, Người đi tìm giấc mơ, Ba người đàn ông, Hai Bình làm thuỷ điện, Tết này ai đến xông nhà, Cái tát sau cánh gà và Thung lũng hoang vắng.
Đây là lần trao giải cuối cùng trước khi giải thưởng chính thức lấy tên Giải Cánh diều vào đợt trao thưởng năm 2003. Khi nhắc đến một số bộ phim đạt giải trong kỳ trao giải này, một số bài báo đã nhầm lẫn giữa giải A, giải B của Giải thưởng Hội Điện ảnh Việt Nam với giải Cánh diều vàng và Cánh diều bạc.

## Giải thưởng

### Phim truyện

#### Phim nhựa
| Giải thưởng       | Phim                    | Đạo diễn             | Biên kịch        | Sản xuất                  | Nguồn       |
| ----------------- | ----------------------- | -------------------- | ---------------- | ------------------------- | ----------- |
| Giải A            | Không trao giải         | Không trao giải      | Không trao giải  | Không trao giải           | [ 6 ]       |
| Giải B            | Thung lũng hoang vắng   | NSND Phạm Nhuệ Giang | Nguyễn Quang Lập | Hãng phim truyện Việt Nam | [ 7 ] [ 8 ] |
| Giải khuyến khích | Cái tát sau cánh gà     | NSƯT Tất Bình        | Chu Lai          | Hãng phim truyện I        | [ 9 ]       |
| Giải khuyến khích | Hai Bình làm thủy điện  | NSƯT Trần Lực        | Kiều Vượng       | Hãng phim truyện Việt Nam | [ 10 ]      |
| Giải khuyến khích | Tết này ai đến xông nhà | NSƯT Trần Lực        | Lê Ngọc Minh     | Hãng phim truyện Việt Nam | [ 10 ]      |

#### Phim video
| Giải thưởng       | Phim                     | Đạo diễn            | Biên kịch                        | Sản xuất                            | Nguồn         |
| ----------------- | ------------------------ | ------------------- | -------------------------------- | ----------------------------------- | ------------- |
| Giải A            | Gấu cổ trắng             | Trương Dũng         | Gia Vũ                           | Hãng phim Truyền hình TP.HCM        | [ 8 ] [ 11 ]  |
| Giải A            | Thời gian còn lại        | NSƯT Vũ Trường Khoa | Khánh Vi, Chu Lai                | Hãng phim truyện Việt Nam           | [ 12 ]        |
| Giải B            | Hương dẻ                 | Vinh Hương          | Vinh Hương                       | Hãng phim Truyền hình TP.HCM        | [ 12 ] [ 13 ] |
| Giải B            | Mã số thần kỳ            | Mạc Văn Chung       | Trịnh Thanh Nhã                  | Hãng phim truyện Việt Nam           | [ 12 ] [ 14 ] |
| Giải B            | Chuyện ở công ty thu vào | Lê Đức Tiến         | Lưu Nghiệp Quỳnh                 | Điện ảnh chiều thứ bảy              | [ 12 ]        |
| Giải B            | Con của sông Dinh        | Châu Huế            | Lê Hoài Nguyên                   | Điện ảnh Công an nhân dân           | [ 8 ]         |
| Giải khuyến khích | Chúng tôi ngày ấy        | NSND Tuệ Minh       | NSND Tuệ Minh                    | Hãng phim truyện Việt Nam           |               |
| Giải khuyến khích | Cái vừng                 | NSƯT Văn Lượng      |                                  | Hãng phim Truyền hình Hải Phòng     | [ 15 ]        |
| Giải khuyến khích | Con tôi đi lính          | NSƯT Phi Tiến Sơn   | Lê An                            | Điện ảnh chiều thứ bảy              |               |
| Giải khuyến khích | Người dưng               | Lê Lực              | - Nguyễn Khắc Phục - Hà Phạm Phú | Đài Phát thanh - Truyền hình Hà Nội |               |
| Giải khuyến khích | Ở trọ trong nhà mình     | Nguyễn Lê Dũng      | Nguyễn Thị Châu Giang            | Hãng phim Truyền hình TP.HCM        | [ 16 ]        |
| Giải khuyến khích | Tiếng sóng               | Nguyễn Xuân Sơn     | Nguyễn Thu Dung                  | Điện ảnh Quân đội nhân dân          |               |

### Phim tài liệu và khoa học

#### Phim nhựa
| Giải thưởng       | Phim                       | Đạo diễn                         | Biên kịch         | Quay phim        | Sản xuất  | Nguồn                |
| ----------------- | -------------------------- | -------------------------------- | ----------------- | ---------------- | --------- | -------------------- |
| Giải A            | Người anh cả Quân đội      | - NSND Lê Thi - NSND Lưu Văn Quỳ | Hữu Mai           | NSND Lưu Văn Quỳ | ĐA QĐND   | [ 17 ] [ 18 ] [ 19 ] |
| Giải A            | Chốn quê                   | Nguyễn Sỹ Chung                  | Nguyễn Sỹ Chung   |                  | HP TLKHTW | [ 20 ]               |
| Giải B            | Thư về bản                 | Nguyễn Văn Hướng                 | Đào Thanh Tùng    |                  | HP TLKHTW | [ 21 ]               |
| Giải khuyến khích | Đại tướng Nguyễn Chí Thanh | NSƯT Trịnh Rãng                  | NSƯT Bùi Đắc Ngôn | Bùi Xuân Thiện   | ĐA QĐND   | [ 22 ] [ 23 ]        |
| Giải khuyến khích | Người Hà Nhì               | Nguyễn Xuân Tình                 |                   |                  | HP TLKHTW |                      |

#### Phim video
| Giải thưởng       | Phim                     | Đạo diễn                      | Biên kịch                     | Quay phim                            | Sản xuất            | Nguồn         |
| ----------------- | ------------------------ | ----------------------------- | ----------------------------- | ------------------------------------ | ------------------- | ------------- |
| Giải A            | Về với buôn rừng         | Lê Hồng Chương                | Phan Thanh Tú                 | Hoàng Tấn Phát                       | HP TLKHTW           | [ 24 ]        |
| Giải B            | Niềm tin thế kỷ          | NSND Nguyễn Thước             | Nguyễn Sỹ Chung               |                                      | HP TLKHTW           | [ 25 ] [ 26 ] |
| Giải B            | Đời người chỉ có một lần | Trần Tuấn Hiệp                |                               |                                      | VTV3                | [ 27 ]        |
| Giải B            | Chiến dịch Khai Quang    | Phan Quang Minh               | Văn Lê                        | NSƯT Nguyễn Quốc Thành               | HPGP                | [ 28 ] [ 29 ] |
| Giải B            | Những người trong truyện | NSƯT Thanh Loan               | Nguyễn Sỹ Chung               |                                      | ĐA CAND             | [ 5 ] [ 30 ]  |
| Giải B            | Thầy Nguyễn Văn Xuân     | Nguyễn Hải Anh                | Hải Hồ                        |                                      | TFS                 | [ 4 ] [ 31 ]  |
| Giải khuyến khích | Chữ trên sóng            | Vương Khánh Luông             | Nguyễn Sỹ Chung               |                                      | HP TLKHTW           | [ 32 ]        |
| Giải khuyến khích | Người vượt giới tuyến    | NSƯT Lê Quang Phú             | NSƯT Lê Quang Phú             | Lê Tùng Bắc                          | ĐA CAND             | [ 33 ] [ 30 ] |
| Giải khuyến khích | Không ai là vô danh      | Trần Minh Đại                 |                               |                                      | Ban Chuyên đề ĐTHVN | [ 34 ]        |
| Giải khuyến khích | Một thế kỷ một đời người | NSND Đào Trọng Khánh          | NSND Đào Trọng Khánh          | - Nguyễn Đình Thành - Vũ Nguyên Long | HP TLKHTW           | [ 35 ] [ 36 ] |
| Giải khuyến khích | Võ sư Hồ Hoa Huệ         | Nguyễn Việt Bình              | Anh Linh                      | Lưu Nguyễn                           | TFS                 | [ 37 ]        |
| Giải khuyến khích | Mầm họa                  | Văn Lượng, Bùi Viên, Hữu Trại | Văn Lượng, Bùi Viên, Hữu Trại |                                      | THP                 |               |
| Giải khuyến khích | Nhớ về anh Ba Đô         | Thanh Hạnh                    |                               |                                      | ĐAT7                |               |

### Phim hoạt hình
| Giải thưởng       | Phim                 | Đạo diễn        | Biên kịch     | Quay phim       | Họa sĩ          | Sản xuất                     | Nguồn         |
| ----------------- | -------------------- | --------------- | ------------- | --------------- | --------------- | ---------------------------- | ------------- |
| Giải A            | Sự tích cái nhà sàn  | Nguyễn Hà Bắc   | Nguyễn Hà Bắc | Nguyễn Thị Hằng | Nguyễn Hà Bắc   | Hãng phim Hoạt hình Việt Nam | [ 38 ] [ 39 ] |
| Giải B            | Đổi chân             | Nguyễn Nhân Lập | Mạnh Hà       | Lê Đức Khôi     | Trần Trọng Bình | Hãng phim Hoạt hình Việt Nam | [ 38 ] [ 40 ] |
| Giải khuyến khích | Báu vật của Nhái Hoa | Phan Trung      | Hạnh Linh     | Thủy Hằng       | Bùi Hùng        | Hãng phim Hoạt hình Việt Nam | [ 41 ]        |
| Giải khuyến khích | Con gà cánh tiên     | Bùi Nga         | Lê Cận        | Thủy Hằng       | Bùi Hưng        | Hãng phim Hoạt hình Việt Nam | [ 42 ]        |

### Công trình nghiên cứu
| Giải thưởng       | Tác phẩm                                             | Tác giả                                                      | Nguồn        |
| ----------------- | ---------------------------------------------------- | ------------------------------------------------------------ | ------------ |
| Giải B            | Văn học dân gian và nghệ thuật tạo hình điện ảnh     | NSƯT Nguyễn Mạnh Lân                                         | [ 6 ] [ 43 ] |
| Giải khuyến khích | Một số vấn đề xã hội hóa hoạt động điện ảnh Việt Nam | Viện Nghệ thuật và lưu trữ điện ảnh Việt Nam                 |              |
| Giải khuyến khích | Tiếp thị và phát hành phim                           | Trung tâm nghiên cứu nghệ thuật và lưu trữ điện ảnh Việt Nam |              |